# Rødvig
Rødvig is een plaats in de Deense regio Seeland, gemeente Stevns. De plaats telt 1599 inwoners (2008).
Stevns Klint, de kliffen op een paar van de kiezelstranden aan de rand van het stadje, werden in 2014 toegevoegd aan de Werelderfgoedlijst van de UNESCO.